# Ectropis crassa
Ectropis crassa là một loài bướm đêm trong họ Geometridae.